# 屠殺法則
《屠杀法则》（英語：The Slaughter Rule）是一部2002年的美国成长運動片，由亚历克斯·史密斯和安德鲁·J·史密斯执导，瑞恩·高斯林和大衛·摩斯主演。影片以当代蒙大拿州为背景，探讨了一个小镇高中美式足球运动员（高斯林饰）和他的问题教练（莫尔斯饰）之间的关系。该片获得2002年圣丹斯电影节评审团大奖提名。